# Smrečje (Słowenia)
Smrečje – wieś w Słowenii, w gminie Vrhnika. W 2018 roku liczyła 255 mieszkańców.